# Isoperla adunca
Isoperla adunca is een steenvlieg uit de familie Perlodidae. De wetenschappelijke naam van de soort is voor het eerst geldig gepubliceerd in 1962 door Jewett.